# 森德倫斯山
森德倫斯山（英語：Mount Senderens），是南極洲的山峰，位於南喬治亞島南端，處於羅吉德灣以北1.9公里，海拔高度1,315米，由英國南極名稱諮詢委員會命名，現時由英國海外領土管轄。